# Solliknande stjärna

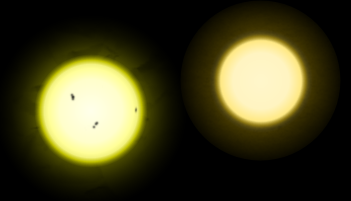
Bilder av Solen till vänster och Tau Ceti till höger.

En solliknande stjärna är en stjärna som påminner väldigt mycket om Solen. Bedömningarna görs utefter ett klassificeringssystem.

### Fotnoter
1. ↑   (1998) "Solar-Type Stars: Basic Information on Their Classification and Characterization" in The Second Annual Lowell Observatory Fall Workshop -  October 5-7, 1997. Jeffrey C. Hall Solar Analogs:
Characteristics and Optimum Candidates: 41-60, Lowell Observatory. Hämtat 14 augusti 2014.